# 比布車站
比布車站（日语：／ Pippu eki */?）是一由北海道旅客鐵道（JR北海道）所經營的鐵路車站，位於日本北海道上川郡比布町西町2丁目，是宗谷本線沿線車站之一，也是所在地比布町的主車站。名稱源自阿伊努語的「pi-pi-pet」（很多小石的河流）或「pi-o-p」（很多小石的地方）。
比布車站是個簡易委託車站，沒有站務員，簡單車票代售則靠位於站房內的的咖啡店「Pe・Pe」代為處理。車站設有男女共用的旱廁，而車站外則有設置抽水馬桶的廁所（晚上會關閉）。

## 歷史
- 1898年（明治31年）11月25日 - 以北海道官設鐵路（日语：北海道官設鉄道）車站開始營運，為一般車站。
- 1905年（明治38年）4月1日 - 轉移至國有鐵道管理。
- 1914年（大正3年） - 王子製紙苫小牧工廠舖設流送木材及馬車軌道等設施。
- 1922年（大正11年） - 由於石北線開始通行，王子製紙的木材流送及馬車軌道被廢除。
- 1978年（昭和53年）12月1日 - 廢除貨物處理。
- 1984年（昭和59年）2月1日 - 廢除行李處理。
- 1984年（昭和59年）11月10日 - 車站無人化（成為簡易委託車站）。
- 1987年（昭和62年）4月1日 - 國鐵分割民營化後，由JR北海道繼承業務。

## 車站周邊
- 國道40號
- 北海道道390號比布停車場線
- 比布町役場
- 旭川中央警察署（日语：旭川中央警察署）比布派出所
- 比布郵政局
- 旭川信用金庫（日语：旭川信用金庫）比布分店
- 比布町農業協同組合（JA）
- 地域交誼館「BUN BUN HOUSE」（休憩、住宿設施）
- 北海道上川農業試驗場
- 百年紀念公園
- 比布神社
- 道北巴士（日语：道北バス）「比布」車站

## 相鄰車站
北海道旅客鉄道（JR北海道）
■宗谷本線
■特急「宗谷」、「佐呂別」
通過
□快速「名寄」
永山（W31）－比布（W34）－（一部快速停靠蘭留站（W36））－（只限下行快速停靠鹽狩站（W37））－和寒（W38）
■普通
永山（W31）－（※）北永山（W32）－比布（W34）－蘭留站（W36）
（※）一部普通列車通過北永山站。

## 外部連結
- （日語）JR北海道 – 比布車站 （页面存档备份，存于）
- （日語）全驛參觀之旅 （页面存档备份，存于）